# Spiraphonus spiralis
Spiraphonus spiralis is een rechtvleugelig insect uit de familie krekels (Gryllidae). De wetenschappelijke naam van deze soort is voor het eerst geldig gepubliceerd in 2010 door Gorochov.